# Tiruchanur
Tiruchanur is een census town in het district Tirupati van de Indiase staat Andhra Pradesh. 

## Demografie
Volgens de Indiase volkstelling van 2001 wonen er 12486 mensen in Tiruchanur, waarvan 49% mannelijk en 51% vrouwelijk is. De plaats heeft een alfabetiseringsgraad van 69%. 